# Melo (apelido)

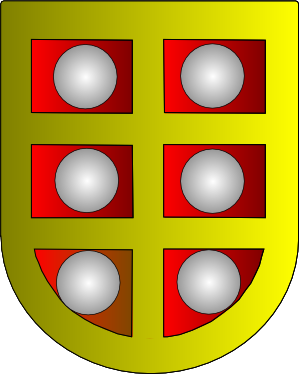
Brasão da família Melo, Condes de Olivença.

Melo (em ortografia arcaica Mello) é um relativamente frequente apelido de família da onomástica da língua portuguesa. Sua origem provável é o topônimo Melo (em Portugal), cuja origem poderia ser uma corruptela do nome de uma ave, o melro.
Descende esta família da linhagem dos de Riba de Vizela. D. Soeiro Raimundes de Riba de Vizela que em princípios do século XII vivia na sua quinta de Aguiar, freguesia de S. Cosme, concelho de Gondomar, junto ao Porto, foi rico-homem e alferes-mór de D. Afonso II e casou com D. Urraca Viegas.
Foi chamado o Merlo - ou «melro» -, (contemporâneo dos reis D. Afonso III e D. Dinis) foi chefe de linhagem dos «de Riba de Vizela» e, por esta via, da dos «da Maia». Vindo para o Sul, fundou na Beira a vila de Merlo, depois Melo, sendo dela senhor, bem como de Gouveia.
Do seu casamento com D. Urraca Viegas, filha de D. Egas Gomes Barroso e de sua mulher D. Urraca Vasques de Ambia, teve descendência na qual se fixaria o nome Melo. Assim, de seu filho D. Mem Soares de Melo, que lhe sucedeu como Senhor da vila de Melo, provém a família Melo. De seu outro filho, Pedro Soares, provém a família Alvim.
A maior parte das pessoas que têm apelido "Melo" ou "Mello" fazem parte desta rica e grande família.
Muitos famosos que nós vemos hoje em dia fazem parte desta família.

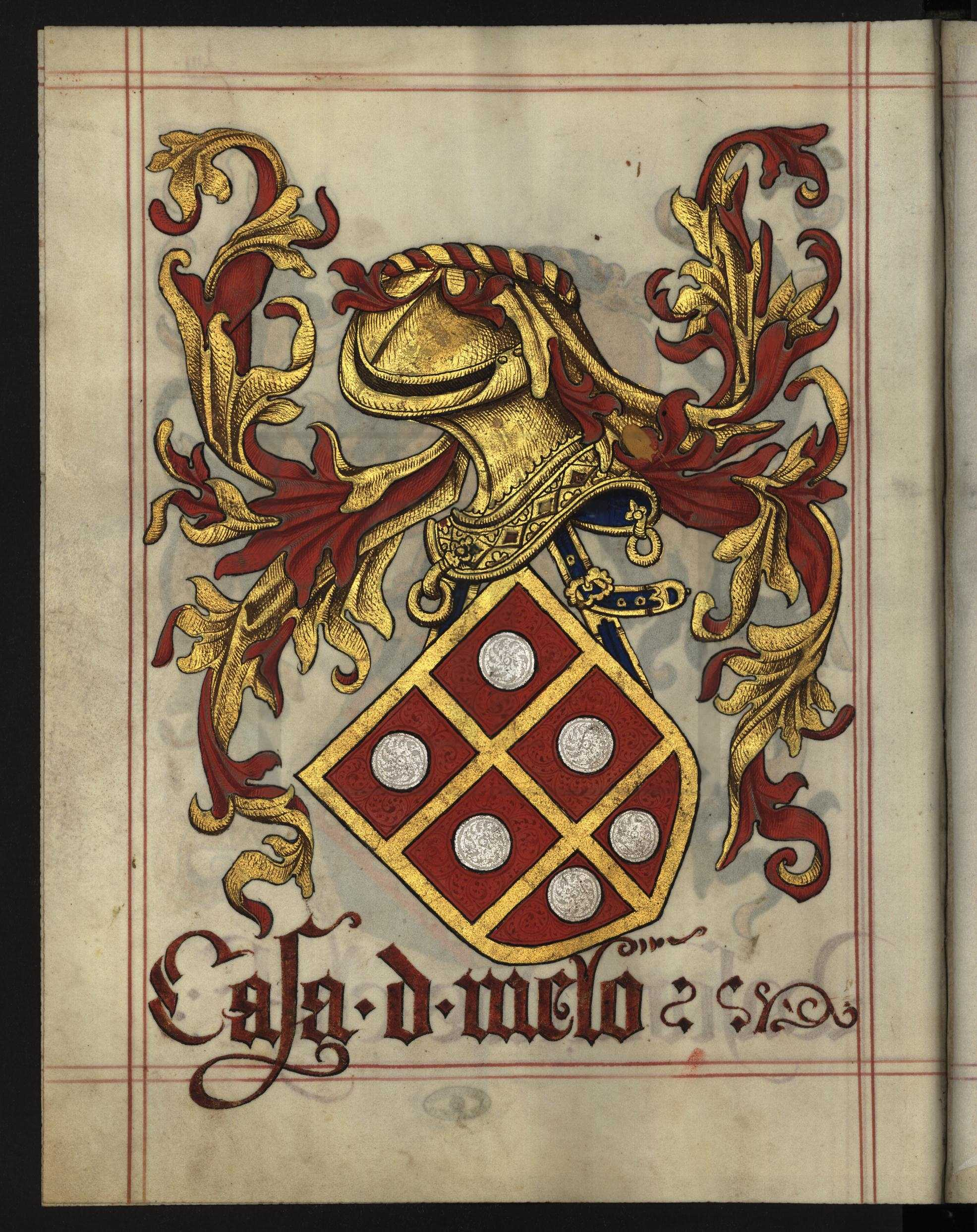
Armas dos Melo, no Livro do Armeiro-Mor (1509)